# Bufotenina
A bufotenina (5-HO-DMT, N,N-dimetil-5-hidroxitriptamina) é um alcaloide derivado de triptamina com efeitos psicodélicos. É estruturalmente similar aos psicodélicos psilocina (4-HO-DMT), 5-MeO-DMT e DMT.
Pode ser encontrado na pele de determinados sapos do género Bufo, como o Bufo marinus. Pode também ser encontrada em pelo menos duas espécies do género Anadenanthera, árvore que cresce no noroeste da Argentina, sul da Bolívia, Peru e nordeste do Brasil (angico),  provavelmente em outras regiões da América.
É um potente enteógeno que actua por via inalatória ou digestiva, sobre os receptores específicos do córtex cerebral.

## História
Sua toxicidade era conhecida desde século I como atesta a referência do poeta romano Décimo Júnio Juvenal (60-128). O nome bufotenina foi sugerido em 1893 por cientistas franceses Auguste Phisalix Césaire (1852-1906) e Gabriel Bertrand (1867-1962) sendo a substancia primeiramente isolada, a partir de pele de sapo, e oficialmente nomeada pelo químico austríaco Handovsky (1888-1959), na Universidade de Praga durante Segunda Guerra Mundial.
A estrutura da bufotenina foi confirmada pela primeira vez em 1934, pelo laboratório de Heinrich Wieland (1877-1957), em Munique, e o primeiro relato da sua síntese, por Toshio Hoshino e Kenya Shimodaira em 1936.

## Galeria

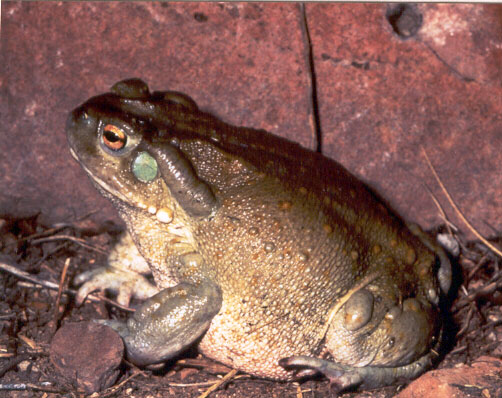
Bufo alvarius (Sapo do Deserto de Sonora)
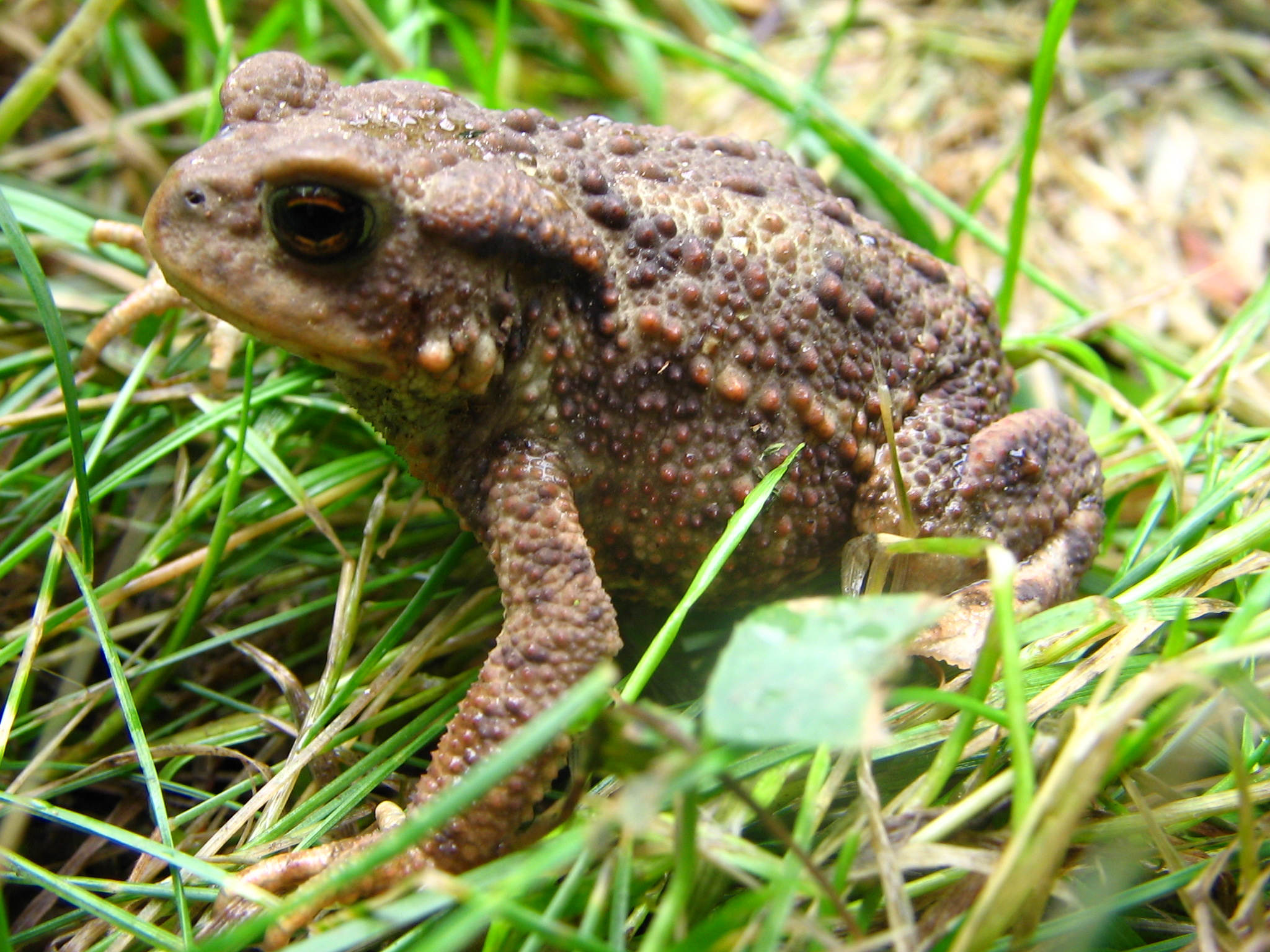
Bufo bufo (Sapo comum europeu)
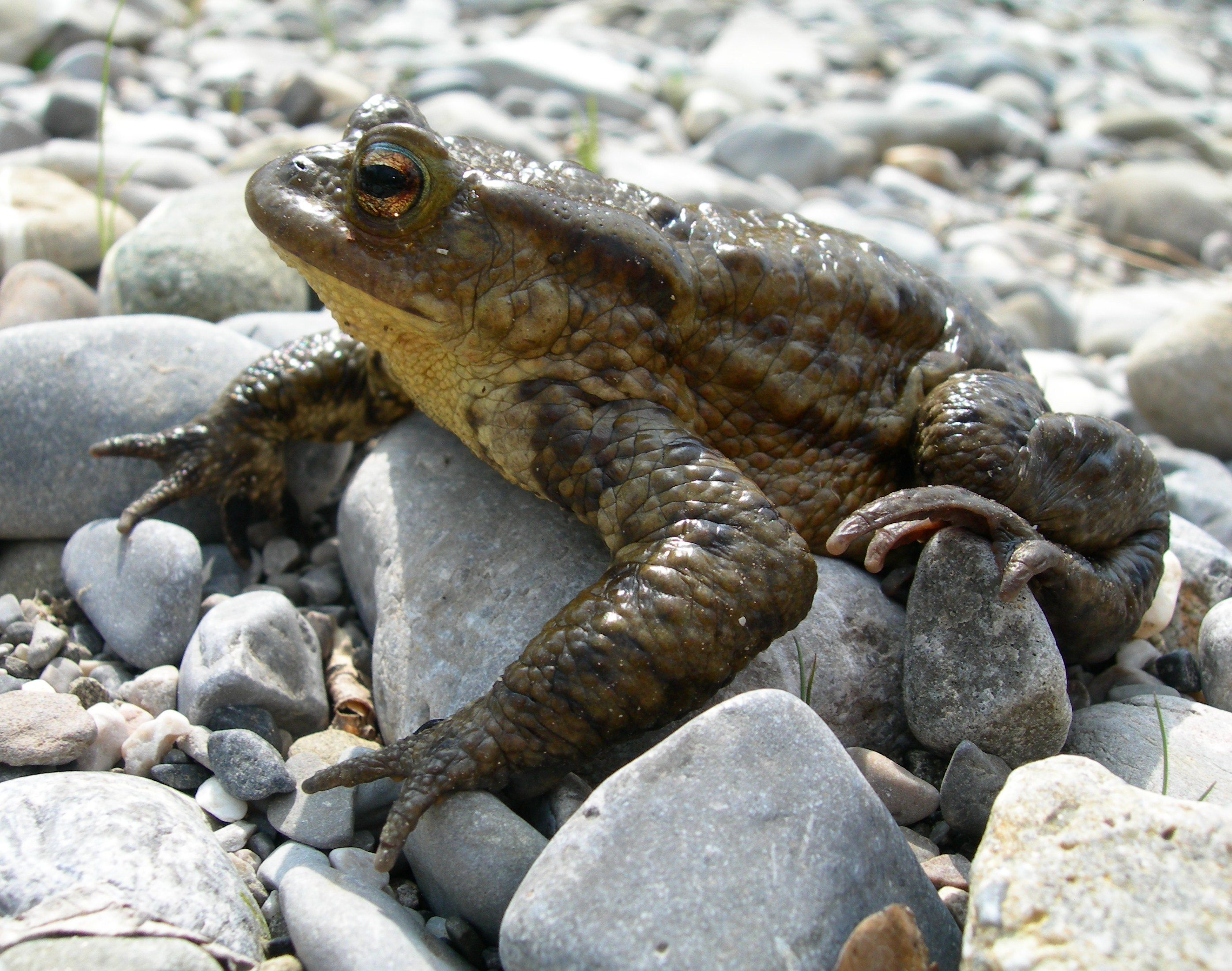
Bufo bufo (Crapaud commun)
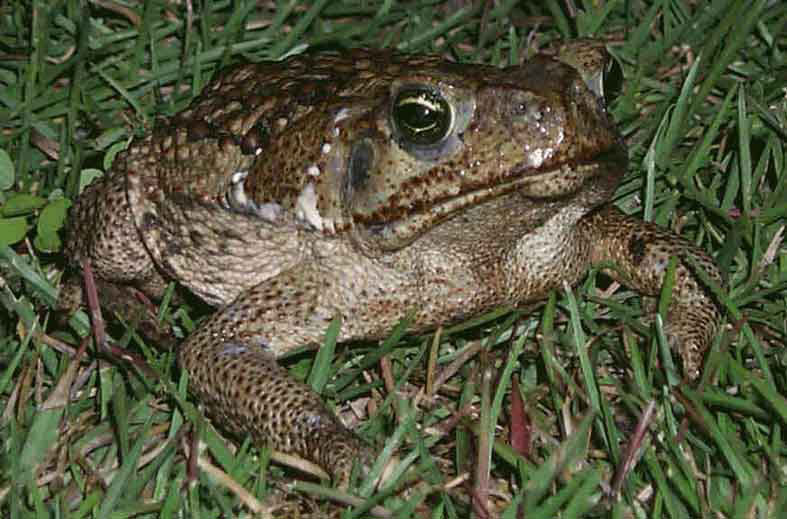
Bufo marinus (Sapo cururu)